# 엘함 하미디
엘함 하미디(페르시아어: الهام حمیدی, 영어: Elham Hamidi, 1977년 ~ )는 이란의 배우, 모델이다.